# Erugita
L'erugita és un mineral de la classe dels fosfats. Va ser anomenada per Gilbert-Joseph Adam l'any 1869 del grec aerugo, "òxid de coure", al·ludint a la seva aparença.

## Característiques
L'erugita és un fosfat de fórmula química Ni8,5(AsO₄)₂As5+O₈. Cristal·litza en el sistema monoclínic. La seva duresa a l'escala de Mohs és 4.
Segons la classificació de Nickel-Strunz, l'erugita pertany a «08.BC - Fosfats, etc. amb anions addicionals, sense H₂O, només amb cations de mida mitjana, (OH, etc.):RO₄ > 1:1 i < 2:1» juntament amb els següents minerals: angelel·lita, frondelita, rockbridgeïta i plimerita.

## Formació i jaciments
Va ser descoberta a Johanngeorgenstadt, al districte homònim d'Erzgebirge, a l'estat lliure de Saxònia, Alemanya. També ha estat descrita a la mina Vater Abraham, a la localitat de Lauta, al mateix estat alemany. Es tracta dels dos únics indrets on ha estat trobada aquesta espècie mineral.